# Rhynchocinetes
Rhynchocinetes is een geslacht van kreeftachtigen uit de klasse van de Malacostraca (hogere kreeftachtigen).

## Soorten
- Rhynchocinetes albatrossae Chace, 1997
- Rhynchocinetes australis Hale, 1941
- Rhynchocinetes balssi Gordon, 1936
- Rhynchocinetes brucei Okuno, 1994
- Rhynchocinetes conspiciocellus Okuno & Takeda, 1992
- Rhynchocinetes durbanensis Gordon, 1936
- Rhynchocinetes enigma Okuno, 1997
- Rhynchocinetes holthuisi Okuno, 1997
- Rhynchocinetes ikatere Yaldwyn, 1971
- Rhynchocinetes kuiteri Tiefenbacher, 1983
- Rhynchocinetes rathbunae Okuno, 1996
- Rhynchocinetes serratus (H. Milne Edwards, 1837 [in Milne Edwards, 1834-1840])
- Rhynchocinetes typus H. Milne Edwards, 1837
- Rhynchocinetes uritai Kubo, 1942